# Christian Greco

Christian Greco, né à Arzignano, dans la province de Vicence, le 15 avril 1975, est un égyptologue italien. En 2014 il est nommé directeur du Musée égyptologique de Turin.

## Biographie
Christian Greco obtient en 1994 son diplôme au lycée Antonio Pigafetta de Vicence et il est admis, comme élève, au collège universitaire Ghislieri de Pavie. En 1999, il est diplômé en Lettres classiques à l'université de Pavie.
Il enseigne le latin et le grec dans un lycée de Leyde et en 2007 il obtient un Master en égyptologie à l'université de Leyde et en 2008 un doctorat en égyptologie à l'université de Pise. À Louxor, il suit une mission épigraphique de l'université de Chicago. Depuis 2009, d'abord comme assistant au Rijksmuseum van Oudheden de Leyde, puis comme conservateur de la section égyptienne du même musée, il collabore à l'organisation d'expositions, notamment « Fascinating mummies », une exposition présentée également au Japon, en Écosse et en Espagne. Il est aussi codirecteur d'une mission archéologique de Leyde à Saqqarah.
Depuis 2012, il enseigne à la faculté d'archéologie de l'université de Leyde, dans le cours universitaire Archéologie funéraire égyptienne et archéologie de la Nubie et du Soudan. Depuis 2014, il est membre du Comité technique et scientifique des biens archéologiques du Ministère pour les Biens et Activités culturels (MIBACT) et il est directeur de la Fondation du Musée égyptien de Turin. Sous sa direction, l'équipe du Musée égyptologique de Turin réalise la plate-forme Tpop (Turin Papyrus Online Platform), un projet pour numériser et mettre en réseau la collection papyrologique, qui remporte le Prix Patrimoine/Prix Europe Nostra 2020, dans la catégorie Recherche.
Il a donné des cours à l'université de Turin et de Pavie, à l'École de Spécialisation en Biens Archéologiques de l'université catholique du Sacré-Cœur de Milan et à la New York University Abu Dhabi. Christian Greco est membre de l'« Epigraphic Survey of the Oriental Institute de l'Université de Chicago » (institut à Louxor).

## Œuvres

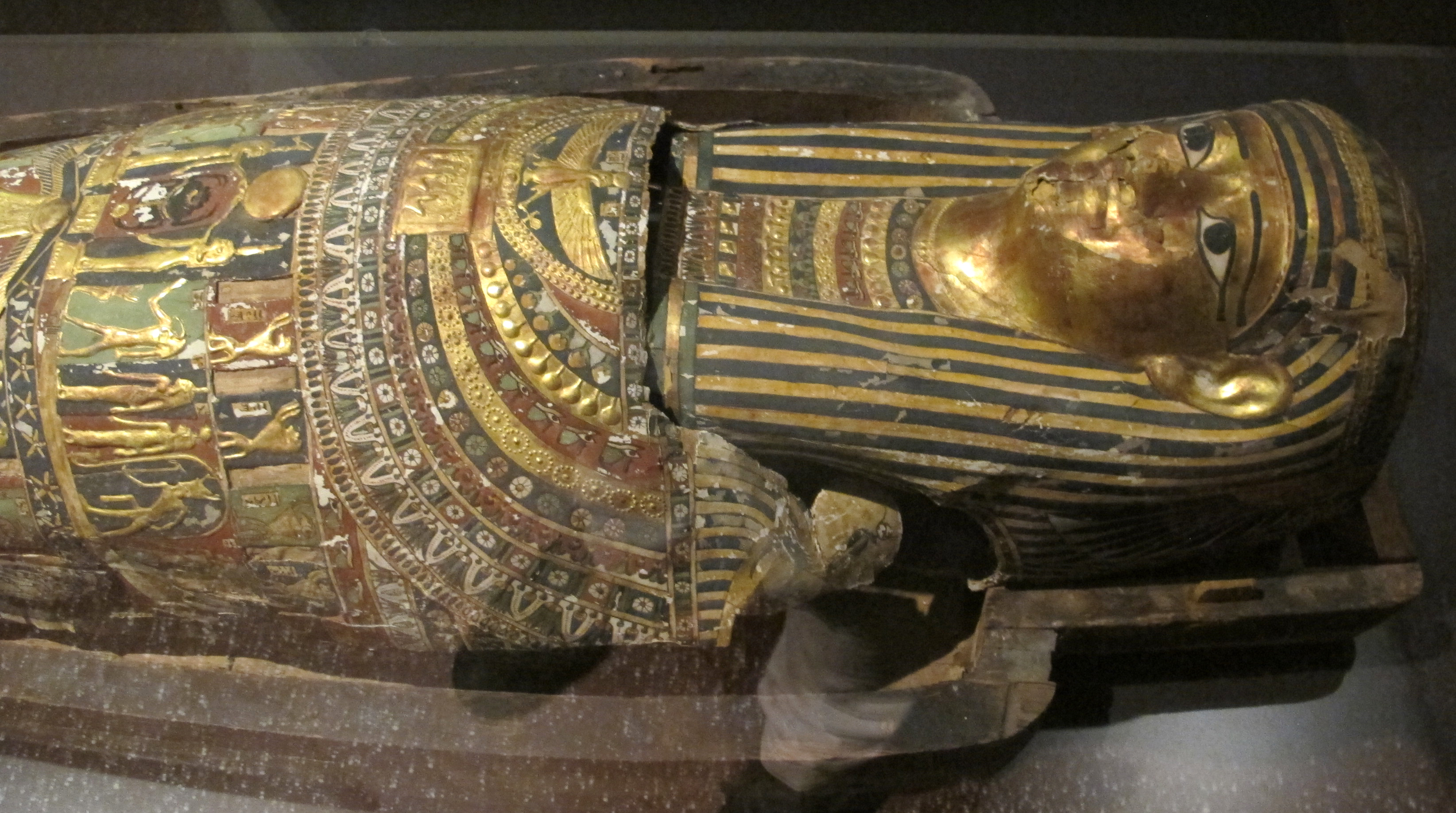
Cercueil de Tjesraperet (Musée archéologique national (Florence))

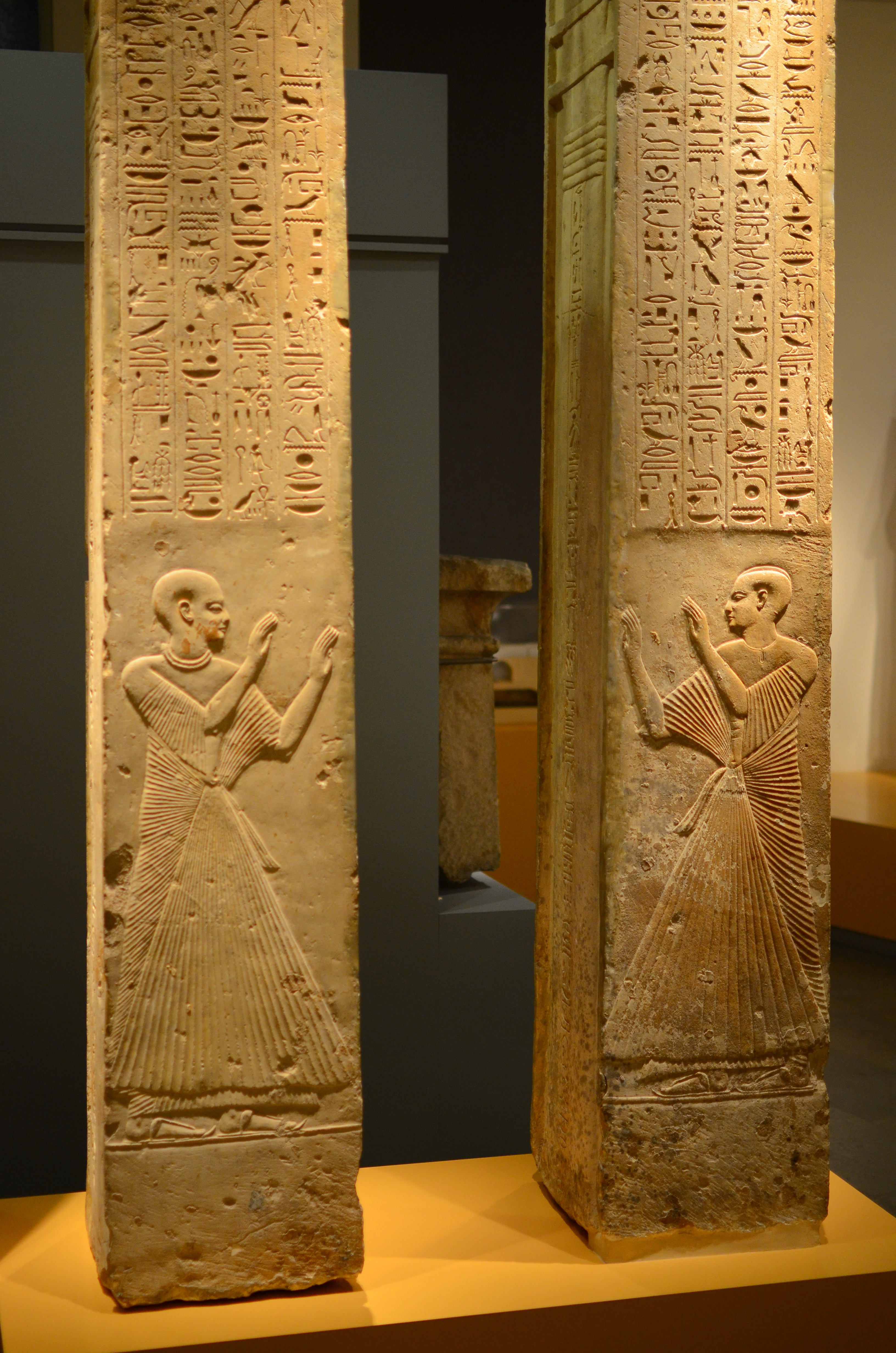
Piliers du tombeau de Ptahmes, Rijksmuseum van Oudheden (Leyde)

### Livres
- (en) Ntrw st3w : Procession of gods in the Book of the day : an iconographical study, Pisa, Università degli studi di Pisa, Facoltà di lettere e filosofia, 2008.
- (es) Momias Egipcias : el secreto de la vida eternal, Leiden, Rijksmuseum van Oudheden de Leiden, 2012 (ISBN 9788499000756).
- (nl) De reis van de kisten : mummiekisten van de Amon-Priesters, Leiden, Rijksmuseum van Oudheden, 2013.
- (it) Museo egizio di Torino, Modena-Torino, Franco Cosimo Panini Editore-Fondazione Museo della Antichità Egizie, 2015.
- (it) Paolo Giulierini, Christian Greco et Massimo Osanna, Il Nilo a Pompei : visioni d'Egitto nel mondo romano, Torino-Modena, Fondazione Museo della Antichità Egizie-Franco Cosimo Panini Editore S.p.A, 2016.
- (it) Paolo Del Vesco, Christian Greco et Beppe Moiso, Missione Egitto 1903-1920 : l'avventura archeologica M.A.I. raccontata : Torino, Museo Egizio, 11 marzo-10 settembre 2017, Modena, F.C. Panini, 2017.

### Articles
- (it) « Il sarcofago esterno di Tjes-ra-peret, dimora per l'etemità », Rinascimento Faraonico. La XXV dinastia nel Museo Egizio di Firenze / a cura di Maria Cristina Guidotti e Francesco Tiradritti, Montepulciano, Harwa 2001,‎ 2009, p. 21-26.
- (en) « The lost Tomb of Ptahmes », Aegyptiaca et Coptica : studi in onore di Sergio Pernigotti / a cura di P. Buzi, D. Picchi, M. Zecchi, Oxford, Archaeopress,‎ 2011, p. 195-204 (ISBN 9781407308357).
- (en) « Thebes during and after the revolution. An update from Luxor », Saqqara newsletter / Friends of Saqqara Foundation, Leiden, Friends of Saqqara,‎ 2011, p. 3-4.
- (nl) Christian Greco, Vincent Oeters et Maarten J. Raven, Tuinen van de Farao's : Planten en bloemen van het Oude Egypte uit de collectie van het Rijksmuseum van Oudheden, Leiden, Rijksmuseum van Oudhede, 2012 (ISBN 9789071201233).
- (it) « Collezione del Museo Nazionale delle Antichità di Leiden: formazione, prima documentazione e contestualizzazione dei pezzi: il caso di Saqqara », Frammenti d'Egitto: progetti di catalogazione, provenienza, studio e valorizzazione delle antichità egizie ed egittizzanti : convegno nazionale, Padova, 15-16 novembre 2010 / a cura di Paola Zanovello, Emanuele M. Ciampini, Padova, CLEUP,‎ 2012, p. 187-203 (ISBN 978-88-6129-847-7).
- (en) « The forgotten tomb of Ramose (TT132) », Thebes in the First Millennium BC / edited by Elena Pischikova, Julia Budka and Kenneth Griffin, Newcastle upon Tyne, Cambridge Scholars Publishing,‎ 2014 (ISBN 9781443854047).
- (it) « The Latin Inscriptions », Art of empire : the roman frescoes and imperial cult chamber in Luxor Temple / edited by Michael Jones and Susanna McFadden, Cairo-New Haven and London, American research center in Egypt-Yale University press,‎ 2015 (ISBN 9780300169126).
- (en) Christian Greco, Simon Connor, Paolo Del Vesco et al., Queen Nefertari : eternal Egypt / Forward by Julián Zugazagoitia, Kansas City, MO-Turin, Nelson-Atkins Museum of Art-Museo Egizio, 2019 (ISBN 9780997044645).

### Inteviews
- (it) Alberto Ratti, « Un museo vivo mette al centro la ricerca : intervista a Christian Greco », Aggiornamenti sociali : rivista mensile a schede, Milano, Centro Studi Sociali, vol. 70, no 1,‎ 2019, p. 56-61.
- (it) Sabina Minardi, « Christian Greco, il direttore che scava a mani nude », sur espresso.repubblica.it, 11 giugno 2019 (consulté le 30 avril 2020).